# 桑元坝乡
桑元坝乡是中国陕西省汉中市留坝县下辖的一个乡。

## 行政区划
桑元坝乡下辖以下行政区：
桑元坝村、范条峪村、小川子村、田坝村、徐家坝村、沙岭子村